# 메리흐 데미랄
메리흐 데미랄 (Merih Demiral, 1998년 3월 5일 ~ )는 튀르키예의 축구 선수이며, 사우디 프로페셔널리그의 알아흘리에서 센터백으로 뛰고 있다.